# Robert Jacques (football, 1957)
Pour les articles homonymes, voir Jacques et Robert Jacques.
Robert Jacques, né le 16 février 1957 à Petit-Bourg en Guadeloupe, est un footballeur français. Il joue au poste d'ailier droit du milieu des années 1970 à la fin des années 1980.
Formé à l'INF Vichy, il débute en professionnel à l'US Valenciennes Anzin puis joue à l'AS Nancy-Lorraine, au Paris SG avec qui il remporte le championnat de France en 1986 et termine sa carrière à l'AS Saint-Étienne.

## Biographie
Robert Jacques commence le football à l'Arsenal Club Petit Bourg puis, en 1973, intègre l'INF Vichy à l'âge de 16 ans. Il signe en 1976 à l'US Valenciennes Anzin et dispute trois matchs en Division 1 lors de sa première saison. Son temps de jeu augmente progressivement et il devient titulaire sur l'aide droite de l'attaque nordiste en 1979. Ailier vif et rapide, à l'aise aussi bien à gauche qu'à droite, il est recruté en 1982 par l'AS Nancy-Lorraine avec qui il signe un contrat de trois ans. Il réussit sa plus belle saison sous le maillot nancéien lors de la saison 1984-1985 en marquant onze buts en championnat.
Robert Jacques rejoint en 1985 le Paris SG où il est associé en attaque à Pierre Vermeulen et Dominique Rocheteau. En fin de saison, les Parisiens remportent le championnat de France pour la première fois de leur histoire, ils possèdent la meilleure attaque de Division 1 avec soixante-six buts inscrits dont six de Robert Jacques. La saison suivante, le club parisien ayant recruté Vahid Halilhodžić, Daniel Xuereb et Jules Bocandé, il n'est pas conservé.
Il signe alors à l'AS Saint-Étienne. Robert Herbin, l'entraîneur stéphanois, ne le considère pas comme un titulaire et il de dispute que vingt-et-un matchs en deux saisons. Il met fin à sa carrière professionnelle en fin de saison 1987 et retourne alors en Guadeloupe.
En 2007, il est l'entraîneur de l'Arsenal Club Petit Bourg, son premier club, en Guadeloupe. Il quitte son poste en août 2010.

## Palmarès
- Champion de France en 1986 avec le Paris SG
- International Militaire

## Statistiques
Le tableau ci-dessous résume les statistiques en match officiel de Robert Jacques durant sa carrière de joueur professionnel,.  
| Saison                | Club                  | Championnat           | Championnat | Championnat | Coupe(s) nationale(s) | Coupe(s) nationale(s) | Total | Total |
| Saison                | Club                  | Division              | M.          | B.          | M.                    | B.                    | M.    | B.    |
| 1976-1977             | US Valenciennes Anzin | Division 1            | 3           | 0           | -                     | -                     | 3     | 0     |
| 1977-1978             | US Valenciennes Anzin | Division 1            | 17          | 0           | 2                     | 1                     | 19    | 1     |
| 1978-1979             | US Valenciennes Anzin | Division 1            | 18          | 0           | 2                     | 0                     | 20    | 0     |
| 1979-1980             | US Valenciennes Anzin | Division 1            | 30          | 4           | 5                     | 2                     | 35    | 6     |
| 1980-1981             | US Valenciennes Anzin | Division 1            | 29          | 3           | 1                     | 0                     | 30    | 3     |
| 1981-1982             | US Valenciennes Anzin | Division 1            | 33          | 4           | 9                     | 3                     | 42    | 7     |
| 1982-1983             | AS Nancy-Lorraine     | Division 1            | 36          | 9           | 3                     | 0                     | 39    | 9     |
| 1983-1984             | AS Nancy-Lorraine     | Division 1            | 34          | 7           | 3                     | 0                     | 37    | 7     |
| 1984-1985             | AS Nancy-Lorraine     | Division 1            | 35          | 11          | 5                     | 0                     | 40    | 11    |
| 1985-1986             | Paris SG              | Division 1            | 27          | 6           | 1                     | 0                     | 28    | 6     |
| 1986-1987             | AS Saint-Étienne      | Division 1            | 17          | 3           | 1                     | 0                     | 18    | 3     |
| 1987-1988             | AS Saint-Étienne      | Division 1            | 4           | 0           | -                     | -                     | 4     | 0     |
| Total sur la carrière | Total sur la carrière | Total sur la carrière | 283         | 47          | 32                    | 6                     | 315   | 53    |